# Yetta Zwerling
Yetta Zwerling (* 25. Dezember 1894 in Kohliev bei Lemberg, Österreich-Ungarn; † 17. Januar 1982 in Los Angeles) war eine austroamerikanische Schauspielerin und Sängerin. In den USA trat sie im Theater, im Vaudeville, im Radio und in Filmen auf, und zwar sowohl in jiddischer wie in englischer Sprache.

## Leben
Ihr Vater, Angestellter in einer Fruchthandlung, war ein Klezmer. Durch ihre Schwestern Bessie and Mamie, die im Chor des jüdischen Theaters in Lemberg auftraten, kam sie früh zur Bühne. Gemeinsam mit ihrer Familie wanderte sie in jungen Jahren die Vereinigten Staaten aus, wo sie die High School abschloss. Anschließend trat sie am Theater auf und im Vaudeville.
In Chicago kam sie zum jiddischen Theater. Anschließend trat sie in New York auf und zwar sowohl in jiddischen wie auch in englischsprachigen Stücken und Nummern. Sie spielte dann sechs Jahre lang in Philadelphia, danach wieder in New York und tourte außerdem durch die USA, Kanada und Mexiko.
Neben Yitskhok Feld, Julius Nathanson, Eli Mintz, Isidore Meltzer, Adof Fenigshtayn, Irving Jacobson und später Menasha Skulnik und Leo Fuchs spielte sie in jiddischen Filmen mit, u. a. in „Motel the Operator“ (Motl der Operator) und in „Ikh vil zayn a mame“ (Regie jeweils Joseph Seiden).
Ab 1953 war sie in Los Angeles am Theater und im Radio aktiv, wo sie sowohl jiddische wie auch englische Parts übernahm.
Der Komponist Walter Scharf war ihr Neffe (der Sohn ihrer Schwester Bessie). Bei ihrem Tod hinterließ sie zwei Söhne, Sidney and Arthur Silverman. Ihr Urnengrab befindet sich auf dem Friedhof Mount Sinai Memorial Park in Los Angeles.